# Anthony Barber (koszykarz)
Anthony „Cat” Barber (ur. 25 lipca 1994 w Hampton) – amerykański koszykarz występujący na pozycji rozgrywającego, obecnie zawodnik Syntainics MBC Weissenfels.

## College
Podczas nauki w Hampton High School grał w szkolnej drużynie koszykówki, a w 2013 wystąpił w McDonald’s All-American Game, meczu gwiazd szkół średnich, w którym zdobył 11 punktów i zaliczył 4 asysty. We wrześniu 2013 został zawodnikiem zespołu NC State Wolfpack. W pierwszym sezonie występów w NCAA rozegrał 36 meczów, rzucając średnio 8,5 punktu na mecz. Jako drugoroczniak wystąpił w 35 spotkaniach, w tym w 33 w pierwszej piątce, a jego średnia meczowa wyniosła 12,1 punktu. W sezonie 2013/2014 Zespół Wolfpack dotarł do fazy Sweet Sixteen turnieju NCAA, w której odpadł po porażce z Louisville Cardinals.
13 lutego 2016 w wygranym przez Wolfpack 99:88 meczu przeciwko Wake Forest Demon Deacons rozegranym w PNC Arena, ustanowił rekord kariery w NCAA, zdobywając 38 punktów. W sezonie zasadniczym 2015/2016 wystąpił we wszystkich 31 spotkaniach, w których uzyskał najlepszą średnią w Atlantic Coast Conference, rzucając 23,4 punktu na mecz. Został również wybrany do All-ACC First Team.

## Kariera zawodowa
W lipcu 2016 był zawodnikiem New Orleans Pelicans podczas NBA Summer League. W październiku 2016 wystąpił w dwóch przedsezonowych meczach w barwach Philadelphia 76ers, rzucając średnio 6,0 punktów. W tym samym miesiącu został zawodnikiem Delaware 87ers.
3 lutego 2017 przeszedł do Greensboro Swarm, klubu farmerskiego Charlotte Hornets, za Aarona Harrisona. 26 lipca 2017 został zawodnikiem włoskiego Enel Basket Brindisi.
17 lutego 2021 dołączył do niemieckiego Syntainics MBC Weissenfels.

## Osiągnięcia
Stan na 17 lutego 2021, na podstawie, o ile nie zaznaczono inaczej.
NCAA
- Uczestnik:
  - rozgrywek Sweet Sixteen turnieju NCAA (2015)
  - turnieju NCAA (2015)
- Zaliczony do:
  - I składu:
    - ACC (2016)[6]
    - turnieju:
      - ACC (2015)
      - Legends Classic (2016)

  - składu Honorable Mention All-American (2016 przez Associated Press)